# 明道館
明道館（めいどうかん）は、江戸時代後期の安政2年（1855年）に福井藩主・松平慶永が設立した藩校。
慶永は、嘉永5年（1852年）の横井小楠による意見書「学校問答書」などを参考に学問振興による人材育成を企図し、安政2年1月、福井城三の丸の大谷半平（大館兵馬）屋敷地を学問所とすることとし、同年3月に完成。
高野半右衛門（真斎）を教授に、前田万吉・吉田悌蔵・徳山唯一を助教に任じた。入学資格は数え15歳以上の帯刀身分以上を原則とし、それ以下の者や最寄りの塾で素読をする14歳以下の書生なども入学を許された。講釈・表講・素読・幼儀・会読輪講が日時を決めてなされた（休日は1日・15日・25日）。学科は、江戸での学問修行より帰藩した橋本左内が監事兼助教同様に登用された安政3年以後に充実され、経書科・国史科・歴史諸子科・典令科・詠歌詩文科・兵書武技科・習書算術暦学科・医学科・蘭学科が設けられた。なお、医学科は別に済世館（文化2年・1805年設置の仮医学所が淵源）で教授された。
安政3年3月の慶永の帰国後、6月に明道館「御規則」を制定、11月以降は15歳以上40歳までの300石以上の家臣・子弟は1か月のうち10日間、朝四ツ時から夕七ツ時まで館に詰めて学ぶこととされた。
安政4年1月、橋本左内が学監同様に就任。同月に「外塾」が城下に4か所指定され、藩士子弟を対象として素読など基礎教育を充実。また、西洋兵術・武器の採用に伴う軍政改革の一環として、同年4月に「武芸稽古所」を設置し、明道館付属とした。さらに、同月に「洋書習学所（洋学所）」を明道館内に開設、教師として医学所の教導者が担当し、10月には医学所付属となった。また、9月頃からは実用的教科として財政・建築・砲術・暦法・航海術の基礎となる算科も導入された。
安政4年8月に橋本左内が江戸詰となった後は、村田巳三郎（氏寿）が幹事局御用取扱と武芸所御用掛を兼務。同年11月には大砲科を設置。安政5年4月、熊本藩から横井小楠が明道館に招かれると、40歳以下の藩士を強制的に館に詰めさせる体制は変化し、生徒の自主性や藩校としての主体性が尊重されるようになった。
その後、文久3年（1863年）に三の丸北側、濠を隔てた八軒町空き地（元鷹冷場）に移ったのち（元治1年迄）、足羽川に面した木蔵に移転した（明治2年迄）。
明治2年5月22日（1869年7月1日）、明新館と改称し、福井城内に移転。後の旧制福井中学校、現在の福井県立藤島高等学校へとつながる。
由利公正、関義臣、日下部太郎などを輩出した。明新館時代にはウィリアム・グリフィス（理化学担当）等のお雇い外国人も招かれた。